# Kris Bright
Kris Bright (5 de septiembre de 1986 en Auckland) es un futbolista neozelandés que juega como delantero en el Auckland City de la Premiership de Nueva Zelanda.

## Carrera
Debutó en 2004 jugando para el Waitakere City FC, club donde jugó hasta que en 2005 fue contratado por los New Zealand Knights. Al término de la temporada 2005/06, Bright partió a Europa para jugar en el Fortuna Sittard neerlandés, aunque en 2007 pasó al Kristiansund BK de Noruega. Luego de dos años en la institución, obteniendo un promedio de gol mayor a uno por partido, fue transferido al Panserraikos FC griego, aunque solo jugó 6 meses, firmando con el Shrewsbury Town a mediados de 2009. En 2011 dejó el club y tuvo pasos algo cortos por el Budapest Honvéd de Hungría, el Balzan FC maltés y el Bryne FK noruego para recalar en 2012 en Finlandia, firmando con el FC Haka, aunque en 2013 se alejó del club y fue contratado por el IFK Mariehamn. En 2014 regresó a Inglaterra para firmar con el Lincoln City. Tras un corto paso por el club firmó con el recién fundado Bharat FC de la India. En 2015 pasó al Bidvest Wits sudafricano, aunque dejó el club en 2016 para volver a Europa, en este caso al Linfield de Irlanda del Norte. En 2017 regresó a Nueva Zelanda al firmar con el Auckland City.

### Clubes
| Club                          | País              | Año             |
| ----------------------------- | ----------------- | --------------- |
| Waitakere City Football Club  | Nueva Zelanda     | 2004 - 2005     |
| New Zealand Knights           | Nueva Zelanda     | 2005 - 2006     |
| Fortuna Sittard               | Países Bajos      | 2006 - 2007     |
| Kristiansund Ballklubb        | Noruega           | 2007 - 2008     |
| Panserraikos Football Club    | Grecia            | 2009            |
| Shrewsbury Town Football Club | Inglaterra        | 2009 - 2010     |
| Budapest Honvéd Football Club | Hungría           | 2011            |
| Balzan Football Club          | Malta             | 2011            |
| Bryne Fotballklubb            | Noruega           | 2012            |
| Valkeakosken Haka             | Finlandia         | 2012            |
| IFK Mariehamn                 | Finlandia         | 2013            |
| Lincoln City Football Club    | Inglaterra        | 2014            |
| Bharat Football Club          | India             | 2014 - 2015     |
| Wits University Football Club | Sudáfrica         | 2015 - 2016     |
| Linfield Football Club        | Irlanda del Norte | 2016 - 2017     |
| Auckland City Football Club   | Nueva Zelanda     | 2017 - Presente |

### Selección nacional
Aunque solo jugó cinco encuentros en representación de Nueva Zelanda, fue parte de los planteles que ganaron la Copa de las Naciones de la OFC 2008 y disputaron la Copa FIFA Confederaciones 2009.

#### Partidos y goles internacionales
| Partidos y goles internacionales | Partidos y goles internacionales | Partidos y goles internacionales   | Partidos y goles internacionales | Partidos y goles internacionales | Partidos y goles internacionales    | Partidos y goles internacionales |
| #                                | Fecha                            | Estadio                            | Rival                            | Resultado                        | Competición                         | Gol(es)                          |
| -------------------------------- | -------------------------------- | ---------------------------------- | -------------------------------- | -------------------------------- | ----------------------------------- | -------------------------------- |
| 2008                             |                                  |                                    |                                  |                                  |                                     |                                  |
| 1                                | 19 de noviembre                  | Churchill Park, Lautoka            | Fiyi                             | 0 – 2                            | Copa de las Naciones de la OFC 2008 |                                  |
| 2009                             |                                  |                                    |                                  |                                  |                                     |                                  |
| 2                                | 28 de marzo                      | Estadio Suphachalasai, Bangkok     | Tailandia                        | 1 – 3                            | Amistoso                            | 1 (1)                            |
| 3                                | 6 de junio                       | Estadio Nacional, Gaborone         | Botsuana                         | 0 – 0                            | Amistoso                            |                                  |
| 4                                | 14 de junio                      | Royal Bafokeng Stadium, Rustenburg | España                           | 0 – 5                            | Copa FIFA Confederaciones 2009      |                                  |
| 2013                             |                                  |                                    |                                  |                                  |                                     |                                  |
| 5                                | 9 de septiembre                  | Estadio Rey Fahd, Riad             | Emiratos Árabes Unidos           | 0 – 2                            | OSN Cup 2013                        |                                  |

## Palmarés
| Título               | Club               | País          | Año     |
| -------------------- | ------------------ | ------------- | ------- |
| Copa de las Naciones | Selección nacional | Nueva Zelanda | 2008    |
| Premiership          | Auckland City      | Nueva Zelanda | 2017-18 |